# Джонстаун-Бридж
Джонстаун-Бридж (англ. Johnstown Bridge; ирл. Droichead Bhaile Eoin) — деревня в Ирландии, находится в графстве Килдэр (провинция Ленстер) у региональной дороги R402.

## Демография
Население — 535 человек (по переписи 2006 года). В 2002 году население составляло 211 человек.
Данные переписи 2006 года:
| Общие демографические показатели |               |                               |                               |      |      |
| Всё население                    | Всё население | Изменения населения 2002—2006 | Изменения населения 2002—2006 | 2006 | 2006 |
| 2002                             | 2006          | чел.                          | %                             | муж. | жен. |
| 211                              | 535           | 324                           | 153,6                         | 271  | 264  |